# سیارک ۵۸۵۸
سیارک ۵۸۵۸ (به انگلیسی: 5858 Borovitskia، نامگذاری:1978SU5) پنج هزار و هشتصد و پنجاه و هشتمین سیارک کشف شده‌است که در ۲۸ سپتامبر ۱۹۷۸ کشف شد.
قدر مطلق سیارک برابر ۱۲٫۵۰ است.